# Phyllonorycter clepsiphaga
Phyllonorycter clepsiphaga là một loài bướm đêm thuộc họ Gracillariidae. Nó được tìm thấy ở Ấn Độ (Assam và Meghalaya).
The host plant is unknown, but the larvae make a blotch mine nằm ở mặt trên của lá.